# Disperis cucullata
Disperis cucullata är en orkidéart som beskrevs av Olof Swartz. Disperis cucullata ingår i släktet Disperis och familjen orkidéer. Inga underarter finns listade i Catalogue of Life.